# Rio Grande Valley Grandes
Rio Grande Valley Grandes es un equipo de fútbol de McAllen, Texas, Estados Unidos. Fundado en 2010, el equipo juega en la USL Premier Development League (PDL), el cuarto nivel de la pirámide de fútbol americano, en la división del medio sur  de la Conferencia del sur. 
El equipo juega sus partidos como local en el Edinburg Field, cerca de Edinburg, Texas. Los colores del equipo son el blanco, el azul y oro.

## Historia
Los Grandes ingresaron en la PDL el 18 de enero de 2011 tras la desaparición de su antecesor, el Rio Grande Valley Bravos, cuya franquicia fue finiquitada por la USL Premier Development League en octubre de 2010 cuando el dueño del club fue incapaz de completar sus obligaciones financieras con la Liga. El equipo fue presentado oficialmente como una franquicia de expansión de la USL Premier Development League el 18 de febrero de 2011.
El equipo jugó su primer partido de competición oficial el 6 de mayo de 2011, perdiendo 5-1 con el Laredo Heat. El primer gol en la historia de la franquicia fue anotado por Alfonso Cavazos.
- Datos: Q7335238